# Tomosvaryella venezuelana
Tomosvaryella venezuelana är en tvåvingeart som beskrevs av Ale-rocha 1993. Tomosvaryella venezuelana ingår i släktet Tomosvaryella och familjen ögonflugor.
Artens utbredningsområde är Venezuela. Inga underarter finns listade i Catalogue of Life.